# Грассак
Грасса́к (фр. Grassac) — коммуна во Франции, находится в регионе Пуату — Шаранта. Департамент — Шаранта. Входит в состав кантона Монброн. Округ коммуны — Ангулем.
Код INSEE коммуны — 16158.
Коммуна расположена приблизительно в 400 км к югу от Парижа, в 115 км южнее Пуатье, в 21 км к востоку от Ангулема.

## Население
Население коммуны на 2008 год составляло 285 человек.
| 1962 | 1968 | 1975 | 1982 | 1990 | 1999 | 2008 |
| ---- | ---- | ---- | ---- | ---- | ---- | ---- |
| 274  | 280  | 268  | 263  | 285  | 274  | 285  |

## Администрация
| Период | Период | Фамилия       | Партия | Примечания |
| ------ | ------ | ------------- | ------ | ---------- |
| 1995   | 2008   | Ги Шаррон     |        |            |
| 2008   |        | Жан-Пьер Клае |        | фермер     |

## Экономика
В 2007 году среди 178 человек в трудоспособном возрасте (15—64 лет) 126 были экономически активными, 52 — неактивными (показатель активности — 70,8 %, в 1999 году было 70,7 %). Из 126 активных работали 111 человек (69 мужчин и 42 женщины), безработных было 15 (6 мужчин и 9 женщин). Среди 52 неактивных 10 человек были учениками или студентами, 20 — пенсионерами, 22 были неактивными по другим причинам.

## Достопримечательности
- Приходская церковь Св. Иоанна Крестителя (XII век). Исторический памятник с 1993 года[3]
- Православный Богородицкий монастырь в Думерак
- Замок Брешинье[фр.] (XVIII век). Исторический памятник с 1993 года[4]

## Фотогалерея
- Церковь Св. Иоанна Крестителя и военный мемориал
- Монастырь в Думерак
- Замок Брешинье
- Мэрия